# Tour de France 2010/8. Etappe
Die 8. Etappe der Tour de France 2010 am 11. Juli führte über 189 km von der Station des Rousses zur Bergankunft in Morzine-Avoriaz. Auf dieser Bergetappe gab es drei Sprintwertungen sowie zwei Bergwertungen der 4., eine Bergwertung der 3. und zwei der 1. Kategorie. Nachdem Stijn Vandenbergh am Vortag das Zeitlimit überschritten hatte, gingen noch 186 der 198 gemeldeten Teilnehmer an den Start.

## Rennverlauf
Der reale Start erfolgte um 12:40 Uhr nach 3,6 Kilometern neutralisierter Fahrt. Wie schon am Vortag gab es sofortige Angriffe, unter anderem erneut von Dimitri Champion sowie Christophe Moreau, aber alle wurden abgewehrt. Auch Wassil Kiryjenka, Jérémy Roy und Rein Taaramäe konnten sich nicht absetzen. Nach etwa sechs Kilometern stürzten aufgrund einer Unachtsamkeit von Fabio Felline mehrere Fahrer. Unter ihnen befanden sich Cadel Evans, Jérôme Pineau und Simon Gerrans, alle konnten aber weiterfahren. Felline musste sich aber wie Pineau und Evans vom Rennarzt behandeln lassen. Wie es sich aber erst einen Tag später herausstellte, zog Evans sich dabei einen Ellenbogenbruch zu. Kurz darauf kam auch Lance Armstrong zu Fall. Taaramäe, der sich erneut in einer Ausreißergruppe befand, holte sich noch die erste Bergwertung des Tages, bevor auch er eingeholt wurde. Durch das hohe Tempo riss das Feld auseinander.
Schließlich bildete sich eine siebenköpfige Gruppe, in der sich neben Mario Aerts auch Benoît Vaugrenard, Christophe Riblon, Imanol Erviti, Sébastien Minard, Amaël Moinard und Koos Moerenhout befanden. Diese Gruppe wurde vom Feld ziehen gelassen, wenn auch das Team Quick Step dafür sorgte, dass der Abstand nicht zu groß wurde. In der Ausreißergruppe gewann Riblon die zweite Bergwertung und Aerts die erste Sprintwertung. Im Feld stürzte Johannes Fröhlinger an einer Verkehrsinsel, was für ihn aber ohne große Folgen blieb. Das Septett an der Spitze erreichte nun einen Maximalvorsprung von etwa sieben Minuten. Moerenhout gewann die zweite Sprintwertung. Im Feld kam Armstrong kurz darauf zum zweiten Mal zu Fall.
Am Anstieg zum Col de la Ramaz, dem ersten Berg der 1. Kategorie, fuhren Cadel Evans und das Sky Professional Cycling Team an der Spitze des Felds mit hohem Tempo hinein, wodurch sich schnell ein Gruppetto bildete. An der Spitze verließ Moerenhout seine bisherigen Begleiter, nur noch Aerts und Moinard konnten ihm folgen. Im Feld fielen unterdessen immer mehr Fahrer zurück, unter ihnen auch der Träger des Gelben Trikots Sylvain Chavanel und Pineau, schließlich auch Armstrong. An der Spitze des Feldes machte nun das Team Astana das Tempo, nachdem es zwischenzeitlich auch vom Team Saxo Bank angeführt wurde. Vorne fuhr Aerts als Erster über den Berg, gefolgt von seinen zwei Begleitern und zwei Minuten vor der nächsten Gruppe. Als Armstrong die Bergwertung erreichte, wurde er erneut kurz aufgehalten, als sich zwei Fahrer von Euskaltel-Euskadi bei der Aufnahme von Verpflegungsbeuteln verhakten und zu Fall kamen. Ganz vorn gewann Aerts nach der Abfahrt auch die kleinere Bergwertung vor dem Schlussanstieg, Moerenhout gewann den letzten Sprint.
Im Schlussanstieg beschleunigten an der Spitze Aerts und Moinard, die sich so von Moerenhout lösen konnten. In der Favoritengruppe attackierte Joaquim Rodríguez, der allerdings ebenso wie Aerts von der Gruppe um Contador wieder eingeholt wurde, nur Moinard blieb vorn. Unterdessen mussten sich nun auch Andreas Klöden und Ryder Hesjedal zurückfallen lassen, als das Tempo in der Gruppe von Daniel Navarro hochgehalten wurde. Die Gruppe der Favoriten wurde immer kleiner, durch das hohe Tempo wurde schließlich auch Moinard überholt. Aus der Spitzengruppe fiel auch Bradley Wiggins zurück. Zwei Kilometer vor dem Ziel griff Roman Kreuziger an, gab seinen Angriff aber auf, als sein Teamkapitän Ivan Basso nicht mehr folgen konnte. Beim Angriff von Robert Gesink konnte auch Michael Rogers nicht mehr folgen. Einen Kilometer vor dem Ziel griff schließlich Andy Schleck an, nur Samuel Sánchez konnte folgen. Dieser zog den Zielsprint an, Schleck zog aber vorbei und sicherte sich den Tagessieg. Cadel Evans, der in der Gruppe der Favoriten ins Ziel kam, übernahm das Gelbe Trikot. Chavanel und Armstrong kamen mit deutlich über elf Minuten Rückstand ins Ziel. Für den Amerikaner wurden damit alle Chancen auf die Gesamtwertung und seinen achten Toursieg zerstört.

## Sprintwertung
- 1. Zwischensprint in Vulbens (Kilometer 84) (474 m)

| Erster  | Mario Aerts       | 6 Pkt. |
| Zweiter | Christophe Riblon | 4 Pkt. |
| Dritter | Imanol Erviti     | 2 Pkt. |
- 2. Zwischensprint in Viuz-en-Sallaz (Kilometer 129) (612 m)

| Erster  | Koos Moerenhout  | 6 Pkt. |
| Zweiter | Sébastien Minard | 4 Pkt. |
| Dritter | Mario Aerts      | 2 Pkt. |
- 3. Zwischensprint in Morzine (Kilometer 175) (996 m)

| Erster  | Koos Moerenhout | 6 Pkt. |
| Zweiter | Mario Aerts     | 4 Pkt. |
| Dritter | Amaël Moinard   | 2 Pkt. |
- Ziel in Morzine-Avoriaz (Kilometer 189) (1796 m)

| Erster   | Andy Schleck          | 20 Pkt. |
| Zweiter  | Samuel Sánchez        | 17 Pkt. |
| Dritter  | Robert Gesink         | 15 Pkt. |
| Vierter  | Roman Kreuziger       | 13 Pkt. |
| Fünfter  | Alberto Contador      | 12 Pkt. |
| Sechster | Cadel Evans           | 10 Pkt. |
| Siebter  | Jurgen Van Den Broeck | 9 Pkt.  |
| Achter   | Levi Leipheimer       | 8 Pkt.  |
| Neunter  | Ivan Basso            | 7 Pkt.  |
| Zehnter  | Denis Menschow        | 6 Pkt.  |
| 11.      | Carlos Sastre         | 5 Pkt.  |
| 12.      | Michael Rogers        | 4 Pkt.  |
| 13.      | Joaquim Rodríguez     | 3 Pkt.  |
| 14.      | Ryder Hesjedal        | 2 Pkt.  |
| 15.      | Kevin De Weert        | 1 Pkt.  |

## Bergwertungen
- Côte de la Petite Joux, Kategorie 4 (Kilometer 24) (1174 m; 2,3 km bei 4,3 %)

| Erster  | Rein Taaramäe       | 3 Pkt. |
| Zweiter | Johannes Fröhlinger | 2 Pkt. |
| Dritter | Christophe Moreau   | 1 Pkt. |
- Côte de Grésin, Kategorie 4 (Kilometer 73) (523 m; 4,3 km bei 3,9 %)

| Erster  | Christophe Riblon | 3 Pkt. |
| Zweiter | Koos Moerenhout   | 2 Pkt. |
| Dritter | Amaël Moinard     | 1 Pkt. |
- Col de la Ramaz, Kategorie 1 (Kilometer 154,5) (1619 m; 14,3 km bei 6,8 %)

| Erster   | Mario Aerts       | 15 Pkt. |
| Zweiter  | Koos Moerenhout   | 13 Pkt. |
| Dritter  | Amaël Moinard     | 11 Pkt. |
| Vierter  | Rafael Valls      | 9 Pkt.  |
| Fünfter  | Anthony Charteau  | 8 Pkt.  |
| Sechster | Christophe Riblon | 7 Pkt.  |
| Siebter  | Imanol Erviti     | 6 Pkt.  |
| Achter   | Daniel Navarro    | 5 Pkt.  |
- Les Gets, Kategorie 3 (Kilometer 168) (1163 m; 3,9 km bei 4,8 %)

| Erster  | Mario Aerts      | 4 Pkt. |
| Zweiter | Koos Moerenhout  | 3 Pkt. |
| Dritter | Amaël Moinard    | 2 Pkt. |
| Vierter | Anthony Charteau | 1 Pkt. |
- Morzine-Avoriaz, Kategorie 1 (Kilometer 189) (1796 m; 13,6 km bei 6,1 %)

| Erster   | Andy Schleck          | 30 Pkt. |
| Zweiter  | Samuel Sánchez        | 26 Pkt. |
| Dritter  | Robert Gesink         | 22 Pkt. |
| Vierter  | Roman Kreuziger       | 18 Pkt. |
| Fünfter  | Alberto Contador      | 16 Pkt. |
| Sechster | Cadel Evans           | 14 Pkt. |
| Siebter  | Jurgen Van Den Broeck | 12 Pkt. |
| Achter   | Levi Leipheimer       | 10 Pkt. |